# Dysdera pretneri
Dysdera pretneri là một loài nhện trong họ Dysderidae.
Loài này thuộc chi Dysdera. Dysdera pretneri được Christa Deeleman-Reinhold miêu tả năm 1988.